# Christopher Mpofu
Christopher Bobby Mpofu (* 27. November 1985 in Plumtree, Simbabwe) ist ein simbabwischer Cricketspieler, der zwischen 2005 und 2020 für die simbabwische Nationalmannschaft spielte.

## Aktive Karriere
Mpofu gab sein First-Class-Debüt in der Saison 2003/04 für Matabaleland. Im Jahr 2004 weigerten sich mehrere weiße Spieler, weiter für Simbabwe zu spielen, nachdem Kapitän Heath Streak vom Verband entlassen worden war. Daraufhin wurde Mpofu ins Nationalteam berufen. So gab er sein ODI-Debüt im November 2004 gegen England. Sein Test-Debüt erfolgte im Januar 2005 in Bangladesh, wobei ihm 4 Wickets für 109 Runs gelangen. Kurz darauf erreichte er in der ODI-Serie in Südafrika drei Wickets (3/59). Im Dezember 2006 erzielte er in der ODI-Serie in Bangladesch 4 Wickets für 42 Runs und beim Gegenbesuch im Februar 2007 3 Wickets für 52 Runs. Im Oktober 2008 gab er bei einem Drei-Nationen-Turnier in Kanada sein Twenty20-Debüt gegen Sri Lanka. Im zweiten Spiel des Turniers konnte er dann gegen Pakistan 3 Wickets für 16 Runs. Im folgenden ODI-Drei-Nationen-Turnier in Kenia erzielte er gegen den Gastgeber 6 Wickets für 52 Runs, jedoch verlor Simbabwe das Spiel dennoch.
Zu Beginn der Saison 2009/10 gelang ihm in der ODI-Serie gegen Kenia drei Wickets (3/44). Im Dezember 2010 konnte er in Bangladesch erneut drei Wickets (3/25) erreichen. Er wurde dann für den Cricket World Cup 2011 nominiert und konnte dort gegen Sri Lanka 4 Wickets für 62 Runs erzielen. In der Saison 2011 spielte Simbabwe wieder Test-Cricket und ihm gelangen gegen Bangladesch 3 Wickets für 51 Runs. Im November folgte ein Test gegen Neuseeland, bei dem ihm vier Wickets (4/92) gelangen. In der Folge spielte er zunächst keine Tests mehr und wurde auch in den kürzeren Formaten seltener eingesetzt, auch da er zwischenzeitig an einer Rückenverletzung laborierte.
Im Juli 2015 erreichte er in der Twenty20-Serie gegen Indien 3 Wickets für 33 Runs. Bei der ODI-Serie gegen Afghanistan im Februar 2017 konnte er dann sogar drei Mal drei Wickets (3/24, 3/25 und 3/46) in aufeinanderfolgenden Spielen erzielen. Seinen letzten Test bestritt er im Dezember 2017, als ihm 3 Wickets für 58 Runs in Südafrika gelangen. Im September 2019 konnte er bei einem Drei-Nationen-Turnier in Bangladesch gegen Afghanistan 4 Wickets für 30 Runs erreichen. Seine letzte Tour bestritt er dann im März 2020 in Bangladesch. Sein letztes First-Class-Spiel absolvierte er im März 2021.